# Contea di Yangyuan
La contea di Yangyuan (阳原县S, Yángyuán XiànP) è una contea della Cina, situata nella provincia di Hebei e amministrata dalla prefettura di Zhangjiakou.